# Elatophilus nigrellus
Elatophilus nigrellus är en insektsart som först beskrevs av Zetterstedt 1838.  Elatophilus nigrellus ingår i släktet Elatophilus och familjen näbbskinnbaggar. Arten är reproducerande i Sverige. Inga underarter finns listade i Catalogue of Life.